# Michał Tomczyk (farmaceuta)
Michał Tomczyk (ur. 7 października 1971) – polski naukowiec, farmaceuta, profesor doktor habilitowany nauk medycznych i nauk o zdrowiu w dyscyplinie nauki farmaceutyczne.

## Życiorys
Ukończył VI Liceum Ogólnokształcące im. Króla Zygmunta Augusta w Białymstoku. W 1995 ukończył studia na kierunku farmacja apteczna na Wydziale Farmaceutycznym Akademii Medycznej w Białymstoku. Pracę w Zakładzie Farmakognozji AMB rozpoczął jeszcze w trakcie studiów, gdzie zatrudniony był kolejno na stanowiskach studenta-stażysty, asystenta, adiunkta, a ostatecznie kierownika Zakładu. Od 1995 do 2007 pracował także jako asystent w aptece szpitalnej Wojewódzkiego Szpitala Specjalistycznego im. K. Dłuskiego w Białymstoku.  W 2002 pod kierunkiem dr. hab. Jana Gudeja obronił na Akademii Medycznej w Łodzi pracę doktorską pt. „Badania fitochemiczne ziela Ficaria verna Huds”. W 2015 na podstawie osiągnięć naukowych i złożonej rozprawy „Charakterystyka związków polifenolowych w wybranych roślinach z rodzaju Potentilla sensu lato i ich właściwości przeciwpróchniczych” otrzymał stopień naukowy doktora habilitowanego nauk farmaceutycznych. Posiada specjalizację z farmacji aptecznej.

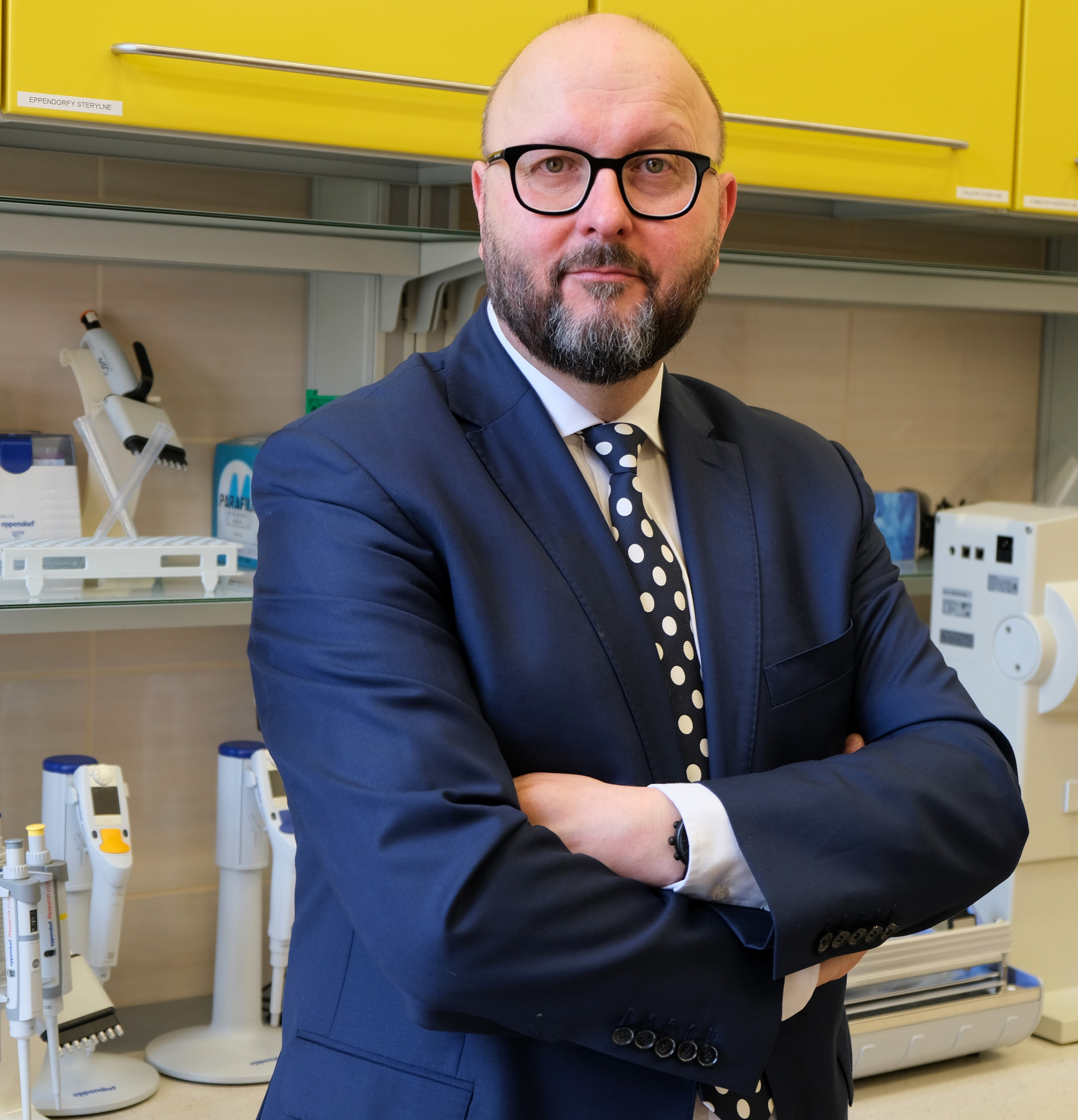

Od 2007 pełnił funkcję kierownika Zakładu Farmakognozji UMB. Od czerwca 2025 r. powołany został na kierownika Zakładu Biologii i Farmakognozji UMB. W latach 2016–2019 prodziekan do spraw rozwoju Wydziału Farmaceutycznego z Oddziałem Medycyny Laboratoryjnej Uniwersytetu Medycznego w Białymstoku, a od 2019 do 2020 prodziekan do spraw nauki Kolegium Nauk Farmaceutycznych UMB. Członek Zespołu Analizy Farmaceutycznej, Biomedycznej i Produktów Naturalnych Komitetu Chemii Analitycznej Polskiej Akademii Nauk. Wiceprezes oddziału białostockiego Polskiego Towarzystwa Farmaceutycznego. Członek komitetów redakcyjnych tematycznych czasopism naukowych: Planta Medica, Acta Pharmaceutica Hungarica, oraz Pharmacognosy Communications, redaktor naczelny czasopisma Acta Poloniae Pharmaceutica – Drug Research. Od 2015 roku pełni funkcję redaktora pomocniczego (associate editor) we Frontiers in Pharmacology sec. Ethnopharmacology, a od 2022 również we Frontiers in Natural Products, Metabolites (MDPI) oraz Open Chemistry (De Gruyter). Rozporządzeniem MNiSW z 25 stycznia 2019 r. powołany do zespołu doradczego do spraw wykazów czasopism naukowych i recenzowanych materiałów z konferencji międzynarodowych dla dyscypliny naukowej – nauki farmaceutyczne. W latach 2021–2022 sklasyfikowany w bazie 100 000 najlepszych naukowców na świecie w 4 edycji zestawienia (lista top 2%) rankingu Uniwersytetu Stanforda we współpracy z wydawnictwem Elsevier i przedsiębiorstwem SciTech Strategies. Od 2024 roku członek (ekspert) kapituły Nagrody Profesorów Farmacji
Postanowieniem prezydenta RP z 15 maja 2024 r. nr 115.05.2024 otrzymał tytuł profesora nauk medycznych i nauk o zdrowiu w dyscyplinie nauki farmaceutyczne. 

## Odznaczenia
- Srebrny Krzyż Zasługi (2020)[17]